# Guetta Blaster
| Đánh giá chuyên môn | Đánh giá chuyên môn |
| Nguồn đánh giá      | Nguồn đánh giá      |
| Nguồn               | Đánh giá            |
| ------------------- | ------------------- |
| Allmusic            | link                |

Guetta Blaster là album phòng thu thứ hai của DJ người Pháp David Guetta. Album được phát hành vào ngày 7 tháng 6 năm 2004 bởi Perfecto Records và Gum Prod.

## Danh sách ca khúc
1. "Money" (hợp tác với Chris Willis & Moné) – 3:06
2. "Stay" (hợp tác với Chris Willis) – 3:30
3. "The World Is Mine" (hợp tác với JD Davis) – 3:38
4. "Used to Be the One" (hợp tác với Chris Willis) – 4:06
5. "Time" (hợp tác với Chris Willis) – 4:07
6. "Open Your Eyes" (hợp tác với Stereo MCs) – 4:15
7. "ACDC" – 4:01
8. "In Love with Myself" (hợp tác với JD Davis) – 4:26
9. "Higher" (hợp tác với Chris Willis) – 3:43
10. "Movement Girl" (hợp tác với James Perry) – 4:01
11. "Get Up" (hợp tác với Chris Willis) – 3:03
12. "Last Train" (hợp tác với Miss Thing) – 3:07

Ấn bản năm 2007
1. "Love Don't Let Me Go (Walking Away)" (hợp tác với Chris Willis vs. The Egg) – 3:03
2. "Just a Little More Love (Elektro Edit)" (hợp tác với Chris Willis) – 3:20
3. "The World Is Mine" (hợp tác với JD Davis) – 3:38
4. "Stay" (hợp tác với Chris Willis) – 3:30
5. "Used to Be the One" (hợp tác với Chris Willis) – 4:06
6. "Higher" (hợp tác với Chris Willis) – 3:43
7. "Time" (hợp tác với Chris Willis) – 4:07
8. "Money" (hợp tác với Chris Willis & Moné) – 3:06
9. "Open Your Eyes" (hợp tác với Stereo MCs) – 4:15
10. "Last Train" (hợp tác với Miss Thing) – 3:07
11. "In Love With Myself" (hợp tác với JD Davis) – 4:26
12. "Get Up" (hợp tác với Chris Willis) – 3:03
13. "The World Is Mine Deep Dish Remix Edit)" (hợp tác với JD Davis) – 4:07

Đĩa tặng kèm bản ở Pháp
1. "Old School Acid" (hợp tác với James Perry) – 3:18
2. "Stay (Fuzy Hair Remix Edit)" (hợp tác với Chris Willis) – 4:45
3. "The World Is Mine (Deep Dish Remix Edit)" (hợp tác với JD Davis) – 4:07
4. "Stay" (Music Video)
5. "Money" (Music Video)
6. "DJ Mix" (Audio)
7. "Video Mix" (Audio)
8. "David Guetta Interview"